# Processo di Hall-Héroult

Schema del processo di Hall-Héroult

Il processo di Hall-Héroult è l'unico processo industriale utilizzato per la produzione dell'alluminio primario (cioè non derivante da riciclaggio). Esso consiste nella dissoluzione di allumina in un bagno di criolite fusa, con la formazione di un sale fuso che viene sottoposto a elettrolisi per ottenere alluminio.
Il processo di Hall-Héroult fu messo a punto in maniera indipendente e simultanea nel 1886 dal chimico statunitense Charles Martin Hall e dal francese Paul Héroult.
Nel 1888 Hall inaugurò il primo impianto per la produzione su larga scala dell'alluminio a Pittsburgh, il quale successivamente confluì nell'azienda Alcoa.
Nel 1997 il processo di Hall-Héroult è stato riconosciuto nell'ambito del National Historic Chemical Landmarks Program.

## Fasi del processo
Si produce anzitutto criolite sintetica dalla reazione:
{\displaystyle {\ce {Al2O3\,+\,12HF\,+\,6NaOH\to 2Na3AlF6\,+\,9H2O}}}
e si esegue la riduzione del metallo in una cella elettrolitica utilizzando come elettrolita una miscela di criolite 80% / allumina 10% più altri fondenti (fluoruro di calcio, carbonato di litio), necessari a causa dell'alto punto di fusione dell'allumina (oltre 2 000 °C). Grazie a questi additivi la miscela ha punto di fusione di circa 950÷980 °C, temperatura che può esser mantenuta dal calore generato dalla corrente elettrica per effetto Joule durante il processo di elettrolisi. Durante il processo l'alluminio metallico, fuso, viene spillato dal fondo della cella elettrolitica (perché più denso della miscela di partenza) mentre dall'alto si introduce altra allumina da convertire.
Gli elettrodi usati nell'elettrolisi della bauxite sono entrambi di carbonio: la reazione al catodo è
{\displaystyle {\ce {Al^{3+}\,+\,3e^{-}\to Al}}}
Qui gli ioni di alluminio vengono ridotti, l'alluminio metallico affonda nella miscela fusa, poiché più denso, e può esser separato. All'anodo si ha invece l'ossidazione dell'elettrodo di carbonio per formare anidride carbonica:
{\displaystyle {\ce {2O^{2-}\,+\,C\to CO2\,+\,4e^{-}}}}
all'anodo si ha pertanto il consumo di carbone per l'elettrodo, che si trasforma in anidride carbonica. La reazione complessiva che ha luogo all'interno della cella elettrolitica è la seguente: 
{\displaystyle {\ce {2Al2O3\,+\,3C\to 4Al\,+\,3CO2}}}
Questo processo richiede, per una tonnellata di alluminio, 1,89 t di allumina, 0,07 t di criolite, 0,45 t di C per gli elettrodi e 11 500÷13 500 kWh di energia elettrica: il costo dell'energia è il fattore critico di tale processo.
Proprio a causa delle grandi quantità di energia richiesta, le fabbriche di alluminio hanno normalmente una propria centrale elettrica nelle immediate vicinanze.